# Tapinocyba dietrichi
Tapinocyba dietrichi là một loài nhện trong họ Linyphiidae.
Loài này thuộc chi Tapinocyba. Tapinocyba dietrichi được miêu tả năm 1933 bởi Crosby & Bishop.